# Jesse Owens

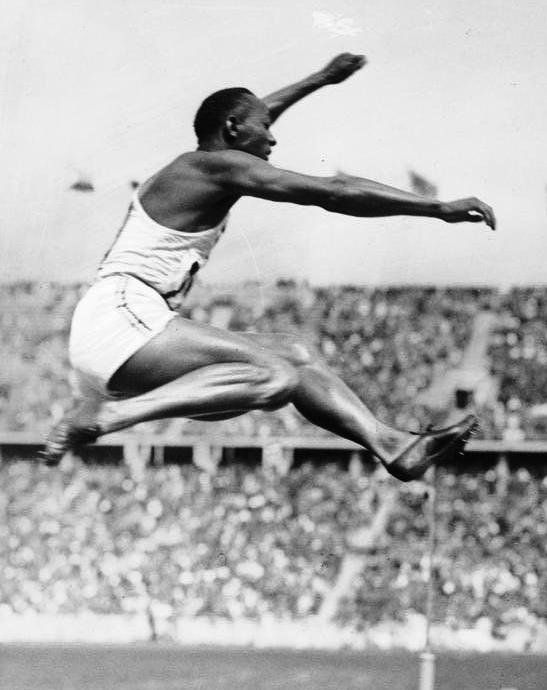
Jesse Owens trình diễn nhảy xa tại Thế vận hội

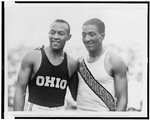
Jesse Owens khoác áo đội tuyển Ohio

Jesse Owens (12 tháng 9 năm 1913 – 31 tháng 3 năm 1980) là một vận động viên người Mỹ gốc Phi, người đoạt được huy chương vàng thứ tư tại Thế vận hội mùa Hè năm 1936.

## Tiểu sử
Jesse Owens sinh ra trong một gia đình nghèo khó tại tiểu bang Alabama, Mỹ. Tên thật của Jesse Owens là James Cleveland Owens. Ngay khi còn là cậu bé, Jesse Owens đã có một thể lực đặc biệt. Anh chạy cực kỳ nhanh nhưng anh lại là nhà vô địch về nhảy xa lúc còn là cậu học sinh trung học.
Gia đình Owens không có đủ tiền cho anh theo học cao đẳng. Tuy nhiên, vì anh là một vận động viên xuất sắc nên anh có khả năng nhận được học bổng của trường đại học tiểu bang Ohio. Trong một sự kiện chạy đua của trường cao đẳng năm 1935, anh đã phá vỡ ba kỷ lục thế giới ít hơn một giờ đồng hồ! Với nhiều thành tích đạt được, Jesse Owens được chọn vào Đội tuyển Olympic Mỹ năm 1936.

## Sự kiện
Thế vận hội mùa Hè 1936 được tổ chức ở Berlin, Đức. Adolf Hitler là người quyền lực lúc bấy giờ tin rằng người Đức và những người bắc Âu khác thì giỏi hơn bất kỳ dân tộc nào khác trên thế giới. Hitler muốn chứng tỏ với thế giới rằng người Đức là số 1, vì thế ông ra lệnh đội tuyển Đức phải tập luyện thật kỹ.

## Thành tích
Tại Thế vận hội, Jesse Owens thắng luôn cả hai cuộc chạy đua ở những cự ly 100 và 200 m nam. Thời gian của anh trong cự ly 200 mét đã lập một kỷ lục Olympic mới. Lúc đó, Hitler nói rằng đích thân ông sẽ chúc mừng người chiến thắng. Nhưng Owens vẫn còn một cuộc thi nhảy xa nữa. Anh nhảy xa hơn vận động viên người Đức vài inch (1 inch = 2,5400 cm). Không giữ được lời hứa của mình, Hitler rời khỏi sân vận động trong tâm trạng tức tối. Jesse Owens, một người Mỹ da đen là nhận vật anh hùng tại Thế vận hội mùa Hè năm 1936.